# Wangaaybuwan-ngiyambaa
Wangaaybuwan-ngiyambaa är ett australiskt språk som talades av 12 personer år 1981. Wangaaybuwan-ngiyambaa talas i Nya Sydwales. Wangaaybuwan-ngiyambaa tillhör de pama-nyunganska språken.